# Pombal (Carrazeda de Ansiães)
Pombal es una freguesia portuguesa del municipio de Carrazeda de Ansiães, con 16,80 km² de superficie y 404 habitantes (2001). Su densidad de población es de 24,0 hab/km².